# Sol (Mars)
1 → 2 doba gwiazdowa, 1 → 3 doba słoneczna

Opis do rysunku obok.
Sol (łac. sol „Słońce”) – marsjański odpowiednik ziemskiej doby słonecznej, tj. czas pomiędzy kolejnymi górowaniami Słońca na Marsie; wynosi on 88 775,24409 sekund, czyli 24h39m35,244s (dla porównania: ziemska doba słoneczna trwa średnio 24h0m0,002s). Z porównania wynika, że doba marsjańska jest nieznacznie (o ok. 2,7%) dłuższa od ziemskiej.
Tak jak ziemska doba gwiazdowa (okres obrotu Ziemi wokół własnej osi, 23h56m4s) różni się (jest krótsza) od doby słonecznej, tak samo marsjańska doba gwiazdowa różni się od sola i jest od niego nieco krótsza: 24h37m22,663s.
Pojęcie sol wprowadzono po wieloletniej praktyce pierwotnie przyjętej w 1976 r. przez misję Viking Lander. Dzienna zmiana czasu słonecznego na Marsie jest liczona w kategoriach zegara „24-godzinnego”, reprezentującego 24-częściowy podział dnia słonecznego planety, wraz z tradycyjnym podziałem godziny na 60 minut i minuty na 60 sekund. Marsjańskie godziny, minuty, sekundy są zatem także nieznacznie dłuższe od ziemskich (o 2,7%, tak jak sol jest dłuższa od doby ziemskiej).
W misji Mars Science Laboratory jako sol 0 została ustalona ta marsjańska doba, w której lądownik wylądował na Marsie. Na Ziemi był wtedy 5 sierpnia 2012 roku.
Istnieją ręczne zegarki wskazujące marsjański czas słoneczny. Niektórzy kontrolerzy lotu marsjańskich misji noszą zegarki na obu rękach; jeden wskazuje czas ziemski, a drugi – czas słoneczny marsjański.